# Tolga Günes
Tolga Günes (* 18. Juli 1997) ist ein österreichischer Fußballspieler.

## Karriere
Günes begann seine Karriere beim SC Columbia Floridsdorf. Im Oktober 2008 kam er in die Jugend des SK Rapid Wien, bei dem er später auch in der Akademie spielen sollte. Im August 2014 stand er gegen den SC Neusiedl am See erstmals im Kader der Amateure von Rapid. Sein Debüt für diese in der Regionalliga gab er im selben Monat, als er am fünften Spieltag der Saison 2014/15 gegen den SR Donaufeld Wien in der Startelf stand und in der 82. Minute durch Thomas Steiner ersetzt wurde. Bis Saisonende kam er zu zwölf Einsätzen in der Regionalliga.
Im Februar 2016 wechselte er zu den Amateuren des FC Admira Wacker Mödling. Bis zum Ende der Saison 2015/16 kam er zu einem Einsatz für Admira II in der Regionalliga. Nach zwei weiteren Einsätzen in der Hinrunde der Saison 2016/17 wechselte er im Jänner 2017 zur SV Schwechat. Bis Saisonende absolvierte er alle 13 Spiele in der Regionalliga. Im September 2017 erzielte er bei einer 3:1-Niederlage gegen den First Vienna FC sein erstes Tor in der Regionalliga. In der Saison 2017/18 kam er zu 30 Einsätzen, in denen er zwei Tore erzielte.
Zur Saison 2018/19 wechselte er zum Ligakonkurrenten FC Mauerwerk. Für Mauerwerk absolvierte er in jener Saison 28 Regionalligaspiele, in denen er sieben Tore erzielte. Zur Saison 2019/20 wechselte er zum Zweitligisten Floridsdorfer AC. Sein Debüt in der 2. Liga gab er im Juli 2019, als er am ersten Spieltag jener Saison gegen den Grazer AK in der 84. Minute für Burak Yilmaz eingewechselt wurde. In zwei Spielzeiten beim FAC kam er zu 47 Zweitligaeinsätzen, in denen er fünf Tore erzielte. Nach der Saison 2020/21 verließ er den Verein.
Nach einem halben Jahr ohne Verein wechselte Günes im Jänner 2022 zum ebenfalls zweitklassigen SK Vorwärts Steyr, bei dem er einen bis Juni 2022 laufenden Vertrag erhielt. Nach elf Einsätzen für die Oberösterreicher wurde dieser Ende April 2022 für eine weitere Spielzeit bis Sommer 2023 verlängert. Insgesamt absolvierte er für Steyr 45 Zweitligapartien, in denen er sechsmal traf, ehe er mit dem Team am Ende der Saison 2022/23 aus der 2. Liga abstieg. Daraufhin kehrte er zur Saison 2023/24 nach Floridsdorf zurück. Für den FAC kam er aber verletzungsbedingt nur sechsmal zum Einsatz, ehe er den Verein nach der Saison 2023/24 wieder verließ.
Nach einem Jahr ohne Verein wechselte Günes zur Saison 2025/26 weiter innerhalb der 2. Liga zum SV Austria Salzburg.